# هری درکس
هری درکس (انگلیسی: Harry Derckx؛ ۱۹ مارس ۱۹۱۸ – ۱۲ ژوئیه ۱۹۸۳ (aged 65)) ورزشکار هاکی روی چمن اهل پادشاهی هلند بود.
وی در مسابقات کشوری و بین‌المللی در مجموع برندهٔ ۱ مدال نقره، ۱ مدال برنز شده‌است.